# Kalendarium historii Seszeli

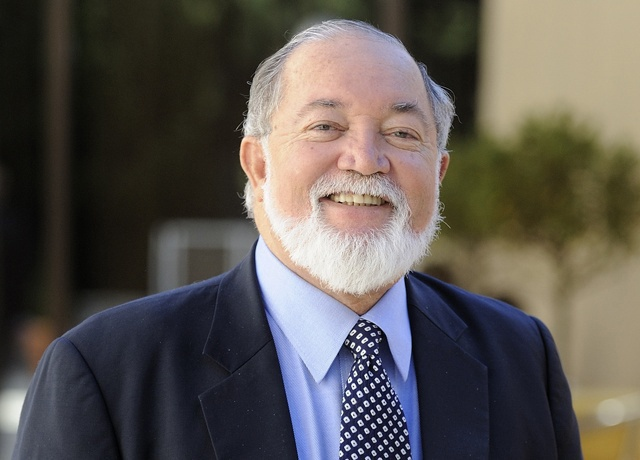
James Mancham - pierwszy prezydent Seszeli

Kalendarium historii Seszeli – uporządkowany chronologicznie, począwszy od czasów najdawniejszych aż do współczesności, wykaz dat i wydarzeń z historii Seszeli.

## Czasy kolonialne
- 1756 – kraj stał się kolonią francuską[1]
- 1794 – początek okupacji brytyjskiej[1]
- 1814 – prawne uznanie brytyjskiego panowania[1]
- 1903 – nadanie statutu odrębnej kolonii[1]
- 1964 – powstały pierwsze partie: socjalistyczna Zjednoczona Partia Ludowa Seszeli i centroprawicowa Seszelska Partia Demokratyczna[1]
- 1975 – przyznano autonomię[1]

## Niepodległe Seszele
- 1976 – przyznano niepodległość. Pierwszym prezydentem został James Mancham z Partii Demokratycznej[1]
- 1977 – w wyniku bezkrwawego zamachu stanu prezydentem zostaje France-Albert René
- 1981 – próba zamachu stanu
- 1991 – rozpoczął się proces demokratyzacji[1]
- 1993 – wolne wybory wygrywa dotychczasowy prezydent[1]
- 2004 – prezydentem zostaje  James Michel[1]
- 2016 – prezydentem zostaje Danny Faure
- 2020 – prezydentem zostaje Wavel Ramkalawan